# Mario Bros. (Game & Watch)
Mario Bros. es un videojuego de plataformas desarrollado por Nintendo Research & Development 1 y publicado por Nintendo para Game & Watch. A pesar de su nombre, no tiene ninguna similitud con el juego de arcade del mismo nombre. En lugar de plomería, Mario y Luigi están trabajando en una planta embotelladora y deben preparar paquetes de botellas para cargar en un camión de reparto. Este juego, jugado en el modelo Multi Screen de Game & Watch, fue lanzado el 14 de marzo de 1983—tres meses antes del título de arcade mucho más popular, lo que lo convierte en el primer juego que presenta a Luigi.
El modelo se abría como un libro y podía permitir la acción simultánea de dos jugadores, con un jugador controlando a Luigi en la mitad izquierda del juego y el otro jugando como Mario en la derecha, convirtiéndolo en el primer juego de Mario para tener modo de dos jugadores.
El juego aparece en el Gallery Corner en Game & Watch Gallery. Más tarde se rehizo para Game & Watch Gallery 3 y Game & Watch Gallery 4, los cuales cuentan con una versión clásica y una versión "moderna" actualizada del juego.
El indicador de alarma en este juego es una campana que se encuentra debajo del tiempo/puntuación, y la campana suena cuando suena la alarma.
Al igual que otros juegos de Game & Watch, Mario Bros. obtuvo la licencia como artículo promocional para varias empresas, como Pokka, que es una empresa de alimentos japonesa, y Campari, que es un productor de alcohol italiano. Estas empresas ponen sus propios logotipos en las unidades, lo que las ha convertido en piezas de colección muy solicitadas.

## Jugabilidad

### Versión clásica
Mario primero debe sacar una tarima de la máquina en el nivel más bajo y colocarla en la más baja de las cinco cintas transportadoras que corren en direcciones alternas. Una botella se coloca en el palé a medida que pasa por el divisor entre las pantallas y continúa hasta llegar al final de la cinta transportadora. Aquí, Luigi debe tomar el paquete y colocarlo en la cinta transportadora anterior, que se lo devuelve a Mario, quien se lo envía a Luigi en la siguiente cinta transportadora. Luigi lo envía de regreso y Mario tiene que ponerlo en la cinta transportadora más alta, donde se sella mientras pasa por la columna. Luego, Luigi arroja el paquete sellado al camión de reparto, que eventualmente se llena y se va, lo que le da a Mario y Luigi un breve descanso hasta que regresa vacío. El jugador gana un punto por cada palé que se mueva a otra cinta transportadora y por cada paquete que se arroje al camión. Ganan diez puntos cada vez que el camión está completamente cargado con ocho paquetes. Las cintas transportadoras se vuelven más rápidas y la cantidad de palets en la pantalla aumenta con el tiempo, lo que obliga a Mario y Luigi a subir y bajar por las escaleras para evitar que los paquetes se caigan de los extremos de las cintas. Cada vez que se cae un palé o un paquete, el capataz le grita a Mario Bros., lo que hace que el jugador falle. Si el jugador logra anotar 300 puntos sin un solo fallo, los puntos obtenidos se duplicarán hasta que el jugador falle. Si el jugador falla antes de anotar 300 puntos, todos los fallos se borrarán en su lugar. Después de tres fallos, el jugador recibe un Game Over.

### Versión moderna
La versión moderna del juego tiene muchos cambios: Mario y Luigi están trabajando en una fábrica de pasteles al aire libre, Wario conduce el camión de reparto y Bowser periódicamente golpea la parte superior de la máquina empacadora con un Ground Pound para invertir las direcciones de las cintas transportadoras, lo que obliga a Mario o Luigi a accionar uno de los dos interruptores en la parte inferior o superior de la pantalla para volver a la normalidad (el juego normal también se reanuda si Mario y Luigi "devuelven" todos los pasteles a la máquina que los dispensó durante este tiempo). El jugador no gana puntos por mover pasteles hacia atrás. En esta versión, el jugador gana tres puntos por cada pastel que arroje al camión. Además, si el jugador carga completamente el camión cinco veces sin fallar, obtendrá 30 puntos. Cuando un pastel se cae y se rompe, en lugar de que su capataz les grite, Mario y Luigi simplemente ponen cara de consternación. A los 200, 500 y 700 puntos, aparece un corazón para que Mario Bros. elimine un error. La música también aparece en esta versión, y el tempo cambia según la velocidad del juego.
El juego reaparece como un juego secundario en Game & Watch Gallery 4. En gran parte tiene la misma premisa que en Game & Watch Gallery 3, excepto que los personajes de Mario están trabajando en una fábrica de pasteles bajo techo. Además, el jugador ganará solo 20 puntos si carga completamente el camión cinco veces sin fallar.
Si el jugador selecciona el juego en Game & Watch Gallery 4 pero espera unos momentos, se reproduce una secuencia humorística. En él, Mario y Luigi están lavando la camioneta para las entregas, solo para que tanto Wario como Bowser la roben justo cuando terminaron de limpiarla, para consternación de Mario Bros.

## Controles

### Game & Watch Gallery 3
- gbc (arriba): Mueve a Luigi hacia arriba
- gbc (abajo): Mueve a Luigi hacia abajo / Empuja la palanca
- gbc: Mueve a Mario hacia abajo
- gbc: Mueve a Mario hacia arriba / Empuja la palanca

### Game & Watch Gallery 4
- gba (arriba): Mueve a Luigi hacia arriba
- gba (abajo): Mueve a Luigi hacia abajo / Empuja la palanca
- gba: Mueve a Mario hacia abajo
- gba: Mueve a Mario hacia arriba/empuja la palanca

## Curiosidades
- En la versión moderna de Mario Bros., el jugador puede predecir cuándo Bowser está a punto de cambiar la dirección de las cintas transportadoras; deja de moverse y suena una señal de advertencia antes de que golpee la máquina.
- El ataque aéreo frontal de Mr. Game & Watch en la serie Super Smash Bros. consiste en balancear un paquete, tal como lo hacen Mario y Luigi en este juego. Además, la burla de Mr. Game & Watch en Super Smash Bros. para Nintendo 3DS / Wii U y Super Smash Bros. Ultimate se basa en la animación de Mario y Luigi después de terminar un nivel.